# Европско првенство у хокеју на трави
Европска првенства у хокеју на трави за мушкарце зову се још Куп европских нација. Одржавају се у организацији Европске хокејашке федерације (ЕХФ) енгл. European Hockey Federation од 1970. године.

## Систем такмичења
До 2005. била је као једна „лига“, а од те године се увео систем такмичења у три такмичарска нивоа. Највиши ниво је „првенство“ (енгл. Championship), нижи ниво је „трофеј“ (енгл. Trophy), а најнижи ниво је „изазивачки“ (енгл. Challenge). Последња два учесника у групи испадају у нижи такмичарски ниво, а прва два у свом нивоу иду у виши ниво такмичења.

## Резултати
| 1970 детаљи | Брисел Белгија          | Западна Немачка | 3-1              | Холандија       | Шпанија         | 2-1              | Француска |
| 1974 детаљи | Мадрид Шпанија          | Шпанија         | 1-0              | Западна Немачка | Холандија       | 4-1              | Енглеска  |
| 1978 детаљи | Хановер Западна Немачка | Западна Немачка | 3-2              | Холандија       | Енглеска        | 2-0              | Шпанија   |
| 1983 детаљи | Амстердам Холандија     | Холандија       | 2-2 (8-6) пенали | СССР            | Западна Немачка | 3-1              | Шпанија   |
| 1987 детаљи | Москва СССР             | Холандија       | 1-1 (3-0) пенали | Енглеска        | Западна Немачка | 3-2 продужетак   | СССР      |
| 1991 детаљи | Париз Француска         | Немачка         | 3-1              | Холандија       | Енглеска        | 1-1 (3-2) пенали | СССР      |
| 1995 детаљи | Даблин Ирска            | Немачка         | 2-2 (9-8) пенали | Холандија       | Енглеска        | 2-1              | Белгија   |
| 1999 детаљи | Падова Италија          | Немачка         | 3-3 (8-7) пенали | Холандија       | Енглеска        | 7-2              | Белгија   |
| 2003 детаљи | Барселона Шпанија       | Немачка         | 1-1 (5-4) пенали | Шпанија         | Енглеска        | 1-1 (6-5) пенали | Холандија |
| 2005 детаљи | Лајпциг Немачка         | Шпанија         | 4-2              | Холандија       | Немачка         | 9-1              | Белгија   |
| 2007 детаљи | Манчестер Енглеска      | Холандија       | 3-2              | Шпанија         | Белгија         | 4-3              | Немачка   |
| 2009 детаљи | Амстелвен, Холандија    | Енглеска        | 5-3              | Немачка         | Холандија       | 6-1              | Шпанија   |
| 2011 детаљи | Менхенгладбах, Немачка  | Немачка         | 4-2              | Холандија       | Енглеска        | 2-1              | Белгија   |
| 2013 детаљи | Антверпен, Белгија      | Немачка         | 3-1              | Белгија         | Холандија       | 3-2              | Енглеска  |
| 2015 детаљи | Лондон, Енглеска        | Холандија       | 6-1              | Немачка         | Ирска           | 4-2              | Енглеска  |
| 2017 детаљи | Амстелвен, Холандија    | Холандија       | 4-2              | Белгија         | Енглеска        | 4-2              | Немачка   |

### Биланс медаља
|    | Екипа           | Злато | Сребро | Бронза | Укупно |
| -- | --------------- | ----- | ------ | ------ | ------ |
| 1. | Немачка         | 6     | 2      | 1      | 9      |
| 2. | Холандија       | 5     | 7      | 3      | 15     |
| 3. | Шпанија         | 2     | 2      | 1      | 5      |
| 4. | Западна Немачка | 2     | 1      | 2      | 5      |
| 5. | Енглеска        | 1     | 1      | 7      | 9      |
| 6. | Белгија         | 0     | 2      | 1      | 3      |
| 7. | Совјетски Савез | 0     | 1      | 0      | 1      |
| 8. | Ирска           | 0     | 0      | 1      | 1      |
|    | Укупно (8)      | 15    | 15     | 15     | 45     |